# Pothyne sikkimana
Pothyne sikkimana là một loài bọ cánh cứng trong họ Cerambycidae.